# Jan Jałocha
Jan Jałocha (født 18. juli 1957 i Golkowice, Polen) er en tidligere polsk fodboldspiller (forsvarer).
Jałocha spillede i 12 sæsoner hos den polske storklub Wisła Kraków. Her var han med til at vinde det polske mesterskab i 1978. Senere i karrieren spillede han i Tyskland, hos blandt andet FC Augsburg og Eintracht Trier.
Jałocha spillede desuden 28 kampe og scorede ét mål for det polske landshold. Han var med til at vinde bronze ved VM i 1982 i Spanien, hvor han spillede tre af polakkernes syv kampe i turneringen.